# Opera
Cet article concerne le navigateur. Pour l’art lyrique, voir Opéra. Pour les autres significations, voir Opéra (homonymie).
Opera est un navigateur web gratuit développé initialement par la société norvégienne Opera Software et détenu depuis 2016 par le consortium chinois Golden Brick. Le navigateur est disponible sur PC (Windows, Linux, MacOS) et mobiles (Android et IOS).
Opera totalise environ 1,9 % de parts de marché des navigateurs web, et environ 2,3 % sur les mobiles en mars 2021. Depuis sa version 15 en 2013, Opera est basé sur Chromium.
Le navigateur est ou a été disponible pour de nombreuses architectures et plates-formes, de Windows à OS/2, en passant par Linux, FreeBSD, Solaris et macOS, tant sur les architectures x86 que SPARC et sur les matériels Twin de l'opérateur ADSL Neuf, la Nintendo DS, la Wii, Wii U et le Nokia N800.
Il se décline en versions dérivées, dont Opera GX, Opera mini  et Opera air. Les versions bêtas sont proposées dans Opera bêta et Opera mini bêta.

## Plates-formes

### PC
Opera est disponible sur PC pour Windows, Linux, MacOS.

### Mobile
Opera est disponible sur Android et iOS. Des versions alternatives Opera Mini, Opera GX, Opera Mobile et Opera Touch sont également disponibles.

## Histoire

### Les débuts
En 1992, Jon Stephenson von Tetzchner et Geir Ivarsøy étaient membres d'un groupe de recherche à Televerket, la compagnie publique norvégienne de télécommunications (désormais nommée Telenor). Le groupe prit part au développement de ODA, un système basé sur des standards pour le stockage et la recherche de documents, d'images et d'autres contenus numériques. Le système ODA ne fut jamais utilisé à grande échelle malgré son efficacité et fut abandonné. Le groupe de recherche créa également le premier serveur Internet norvégien et leurs premières pages personnelles en 1993.
Les membres du groupe pensaient toutefois que le navigateur NCSA Mosaic avait une structure trop « plate » pour être efficace dans la navigation sur le Web. Sur la base de ces constatations, le groupe s'intéressa au principe de développer un nouveau navigateur de documents en partant de rien. Inspirés par le projet ODA, ils virent le potentiel du développement d'un navigateur plus adapté aux multiples facettes de la structure du Web. Leur compagnie mère Televerket leur donna le feu vert et fin 1993, le premier prototype était réalisé et fonctionnel.
En 1994, Televerket devint une société anonyme où l'État était actionnaire majoritaire, et von Tetzchner et Ivarsøy furent autorisés à continuer le développement par eux-mêmes dans les locaux de Televerket.
Fin 1995, Televerket changea de nom pour Telenor, et l'entreprise Opera Software fut alors créée dans les mêmes locaux qu'auparavant. Leur produit était initialement connu sous le nom de MultiTorg Opera et fut rapidement reconnu par la communauté des internautes pour son interface multidocuments (MDI) et sa « hotlist » (barre latérale) qui facilitait la consultation de plusieurs pages à la fois.
Toutefois, Televerket se trouvait face à un dilemme : une dérégulation totale du marché norvégien des télécommunications était prévue pour l'année 1998, ce qui signifiait qu'elle devait se préparer à la concurrence. Il n'était pas sûr que le navigateur correspondrait à son cœur de métier.
L'année 2000 marque le lancement de la version Opera 4.0.

### D'Elektra à Presto et Blink
Des versions 4 à 6, Opera utilisa le moteur de rendu HTML Elektra et changea de moteur lors de la sortie d'Opera 7, le 28 janvier 2003.
Le moteur de rendu HTML Presto permet d'améliorer la gestion des feuilles de style CSS, de l'interpréteur JavaScript et du support de DOM. Le support de ce dernier, couplé à JavaScript permet de rendre l'interprétation des pages dynamiques. Ainsi, certains éléments se voient réinterprétés et le contenu peut bouger en réagissant à toutes sortes d'événements dictés par l'utilisateur ou définis par le concepteur de la page Web. Le passage à Presto a également permis la correction de nombreux bugs.
Opera Software a décidé de vendre des licences d'utilisation de son moteur Presto à plusieurs entreprises ; c'est ainsi qu'il est utilisé par Adobe Dreamweaver MX et Adobe Creative Suite 2 et suivant.
Avec l'arrivée de Opera 15 en 2013, WebKit, puis Blink, remplacent Presto.

### Vers le grand public
En août 2004 débuta une phase restreinte de tests préliminaires de Opera 7.6. Cette version proposa un support plus abouti des standards, et introduisit le support de la voix pour Opera, et le support de Voice XML. Opera annonça également un nouveau navigateur pour la télévision numérique, lequel incluait l'option Fit to Width (« ajustement à la largeur ») créée pour Opera 8. C'est une technologie propriétaire qui combine la puissance du CSS, avec la technologie interne d'Opera. Les pages sont redimensionnées de manière dynamique, en diminuant la taille des images ou du texte et même en supprimant les images de taille spécifique, pour l'ajuster à la largeur de n'importe quel écran, améliorant ainsi grandement son utilisation sur de petits écrans. Opera 7.6 ne fut jamais distribuée en tant que version finale.
Le 19 avril 2005, sortie de la version 8.0. En plus du support de SVG Tiny, des fonctionnalités multimodales et de User JavaScript (scripts JavaScript créés par l'utilisateur), l'interface utilisateur fut nettoyée et simplifiée. La page de démarrage par défaut est un portail de recherche amélioré. Cela suggère que le navigateur vise une cible commerciale plus générale, plutôt que des utilisateurs expérimentés.
Ceci, toutefois, n'a pas été bien accueilli par certains des utilisateurs, car quelques paramètres avancés sont désormais cachés. Le 6 juillet 2005, la version de démonstration technologique d'Opera 8.02 inclut, pour la première fois, un client BitTorrent simple qui fut introduit dans la version 9.0 d'Opera.
Le 20 septembre 2005 marque un tournant dans la stratégie d'Opera Software avec la version 8.5. Aucune nouvelle fonctionnalité n'apparaît dans cette version, mais le navigateur devient un produit gratuit. Auparavant, Opera se déclinait en deux versions : une version payante au prix de 34 € et une version gratuite qui incluait une bannière de publicité. Toutefois, le logiciel reste payant pour certaines plates-formes (Opera pour Windows Mobile, par exemple).
Maintenant, la société Opera tire ses revenus des versions pour appareils mobiles (comme les assistants personnels et les téléphones mobiles) du navigateur, les autres versions (pour Windows, Linux et Mac OS) servant de vitrines technologiques.
Le 15 février 2006, Opera et Nintendo annoncent leur partenariat pour l'intégration du navigateur sur la console de jeu portable DS, illustrant l'orientation de plus en plus marquée d'Opera vers les systèmes embarqués. Le 10 mai 2006, Nintendo a également annoncé qu'Opera serait le navigateur qui équiperait la Wii, leur nouvelle console de salon, navigateur qui est maintenant disponible dans sa version finale.
Le 20 juin 2006, Opera lance officiellement la version 9.0 de son navigateur. Cette version intègre les téléchargements par fichiers BitTorrent. Elle intègre également des widgets permettant de personnaliser le navigateur (en y ajoutant une calculatrice, une horloge...) fournis par la communauté.
Cette nouvelle version accepte de faire apparaître les éditeurs WYSIWYG disponibles sur différents sites Web. Elle passe avec succès le test Acid2, qui vise à tester la qualité de l'implémentation de certaines fonctionnalités de CSS 2 et d'autres standards du Web du moteur de rendu.
Le 18 décembre 2006, la version 9.10 d'Opera est lancée. Elle propose notamment un filtre anti-hameçonnage fourni par GeoTrust ou encore PhishTank.
Le 11 avril 2007, la version 9.20 est publiée. Celle-ci corrige quelques bogues et apporte plusieurs nouvelles fonctionnalités dont l'appel rapide, qui consiste à afficher une miniature de 9 sites, choisis par l'utilisateur, lorsque celui-ci ouvre un onglet vierge. Il peut ainsi accéder rapidement et visuellement à ses sites favoris en deux clics.
En mars 2008, Opera annonce, en même temps que WebKit, atteindre deux des trois objectifs du test Acid3, à savoir le score de 99/100, et le rendu parfait au pixel près.
Le 12 juin 2008, sortie de la version 9.50 build 10063 finale. Il inclut un nouveau mode de défilement de page appelé Drag to Scroll. Cette fonction, à l'aide d'un raccourcis clavier (Control+Alt) et d'un clic gauche permet « d'empoigner » une page (ou une zone de la page s'il s'agit d'une zone de texte ou d'une frame/iframe) de manière plus rapide et précise, à l'instar de l'outil « main » que l'on retrouve dans de nombreux logiciels de traitement d'images. Opera propose la synchronisation des signets et des notes en ligne, avec le site communautaire My Opera.
Le 8 octobre 2008, sortie de la version 9.6 build 10447.
Le 16 juin 2009, Opera présente et sort par la même occasion une fonctionnalité innovante : Opera Unite.
Le 1er septembre 2009, Opera sort la version 10.00. Voici quelques-unes de ses nouveautés :
- Opera Turbo, qui accélère par 2 ou plus les connexions les plus lentes mais réduit la qualité des images ;
- le Speed Dial, renommé « Accès rapide » par la suite, qui est une liste — sous la forme d'une grille de miniatures — de sites web choisis par l'utilisateur et affichés lors de l'ouverture d'un nouvel onglet ;
- la refonte du style du logiciel ;
- les onglets peuvent afficher une miniature des sites.

Le 23 novembre 2009, Opera sort la version 10.10. Elle inclut la version finale d'Opera Unite.
En 2010 sort la version finale d'Opera 11. Cette version ajoute le support des extensions du navigateur, à la manière de Google Chrome ou Mozilla Firefox.
Le 12 avril 2011, Opera sort la version 11.10. Cette nouvelle version du navigateur apporte la mise à jour du moteur de rendu Presto en 2.8, la prise en charge du format d'image WebP développé par Google, l'installation silencieuse des plugins externes et la mise en place du SpeedDial 2.0
Le 3 mai 2011, Opera lance son nouveau channel de développement : Opera Next et propose dans la foulée une version alpha de Opera 11.50 baptisée Swordfish.
Le 31 mai 2011, Opera publie la version beta d'Opera 11.50 (Swordfish) sur son channel de développement Opera Next. Cette version beta propose des extensions dans le speed dial, une amélioration notable d'Opera Link pour le transfert des données personnelles et enfin un meilleur support du HTML5 et du format SVG. Peu après sort la version 11.50 d'Opera.
Le 24 juin 2011, Jon Stephenson von Tetzchner, fondateur d'Opera annonce son départ de la société dans un courriel adressé aux employés.

### Transition vers Chromium
Le 12 février 2013, Opera annonce sa transition vers Chromium, le moteur de rendu HTML passant alors de Presto à WebKit,, puis de facto Blink.

### Rachat par Golden Brick
En février 2016, Opera fait l'objet d'une offre d'acquisition par un groupe d'investisseurs chinois pour un montant de 1,2 milliard de dollars, offre qui est approuvée par la direction de l'entreprise. L'offre échoue par la non-validation de l'opération par les autorités de la concurrence américaine. À la place de cette offre, le consortium chinois propose de n'acquérir qu'une partie des activités d'Opera, pour 600 millions de dollars, dans le but d'avoir l'approbation de l'autorité de la concurrence américaine .
En novembre 2016, la vente du navigateur et de la marque Opera est finalisée pour 575 millions de dollars.

## Variantes

### Opera GX
Opera GX est une alternative à Opera orientée vers les joueurs de jeux vidéo sur ordinateur, qui permet de maîtriser ses consommations de ressources (processeur et mémoire vive). Le navigateur a été annoncé le 21 mai 2019 et publié en accès anticipé pour Windows le 11 juin 2019, lors de l'E3 2019. La version macOS est sortie en décembre de la même année.
Opera GX contient un outil permettant aux utilisateurs de limiter l'utilisation du réseau, du processeur et de la mémoire pour préserver les ressources du système. GX Cleaner est un outil censé permettre aux utilisateurs de vider le cache, les cookies et autres fichiers indésirables, etc. Le navigateur ajoute également des intégrations avec d'autres sites Web tels que Twitch, Discord, Twitter et Instagram. Le navigateur dispose également d'une page intégrée appelée GX Corner, qui regroupe des informations sur les sorties de jeux vidéo, des offres commerciales et des articles d'actualité liés aux jeux vidéos.[réf. nécessaire]

### Opera Air
Opera Air est une variante d'Opera annoncée le 4 février 2025, se présentant comme un « navigateur de pleine conscience ». Opera Air propose notamment des rappels de pause, des paysages sonores ambiants et un outil permettant de faire des exercices de respiration.

## Critiques sur la vie privée
En juillet 2024, est révélé que Google Chrome intègre une API qui permet aux sites et services de Google d'accéder aux informations tels que le processeur, le processeur graphique, la mémoire vive  et aux journaux de visite des internautes sur les domaines Google. Cette API est intégrée à l'extension hangout services ne peut être désactivée, bien que cela soit contraire à la législation européenne sur les marchés numériques (DMA). Cette API a été trouvée sur les navigateurs utilisant Chrome comme base, tels que Microsoft Edge, Opera et Brave.

### Extensions
Malgré la transition de Google Chrome vers le framework Manifest V3, qui rend certaines extensions inutilisables, Opera annonce sa volonté de continuer de supporter sur son navigateur web les extensions Manifest V2 (telles qu'UBlock Origin) et d'offrir sa fonction intégrée de blocage de publicités.

## Historique des sorties

### Versions pré-Chromium (1996-2012)
La dernière version de cette série est la 12.18 pour Windows ou 12.16 pour Mac OS X et Linux.
- Ancienne version
- Version actuelle
- Version avancée

| Versions pré-Chromium | Versions pré-Chromium | Versions pré-Chromium | Versions pré-Chromium | Versions pré-Chromium | Versions pré-Chromium | Versions pré-Chromium |
| Nom du Navigateur     | Moteur JavaScript     | Moteur de rendu       | Version               | Nom de Code           | Date de lancement     | Changements significatifs |
| --------------------- | --------------------- | --------------------- | --------------------- | --------------------- | --------------------- | --- |
| MultiTorg Opera       | aucun                 | autre                 | 1.00                  | inconnu               | Projet de recherche   | Interface multidocument, navigation au clavier. |
| Opera                 | aucun                 | autre                 | 2.00                  | inconnu               | 22 avril 1996         | Annonce publique du lancement d'Opera. |
| Opera                 | aucun                 | autre                 | 2.10                  | inconnu               | 9 décembre 1996       | Zoom, gestionnaire de sessions. Lancement officiel.                                                                                                   |
| Opera                 | aucun                 | autre                 | 2.12                  | inconnu               | 12 février 1997       | JPEG, GIF, BMP. |
| Opera                 | autre                 | autre                 | 3.00                  | inconnu               | 1er décembre 1997     | Anti-pop-up. |
| Opera                 | autre                 | Elektra               | 3.50                  | inconnu               | 18 novembre 1998      | Gestionnaire de téléchargement. |
| Opera                 | autre                 | Elektra               | 3.60                  | inconnu               | 6 mai 1999            | Gestionnaire de téléchargement. |
| Opera                 | Linear A              | Elektra               | 4.00                  | inconnu               | 28 juin 2000          | Onglets, clients de messagerie et newsgroups. |
| Opera                 | Linear A              | Elektra               | 5.00                  | inconnu               | 6 décembre 2000       | Téléchargeable en version d'évaluation. |
| Opera                 | Linear A              | Elektra               | 5.10                  | inconnu               | 10 avril 2001         | Navigation à la souris. |
| Opera                 | Linear A              | Elektra               | 6.00                  | inconnu               | 18 décembre 2001      | PNG, unicode, habillages. |
| Opera                 | Linear B              | Presto 1.0            | 7.00                  | inconnu               | 28 janvier 2003       | Glissé-déposé des onglets, panneaux latéraux. |
| Opera                 | Linear B              | Presto 1.0            | 7.10                  | inconnu               | 11 avril 2003         | Notes, gestionnaire de mots de passe. |
| Opera                 | Linear B              | Presto 1.0            | 7.20                  | inconnu               | 23 septembre 2003     | Notes, gestionnaire de mots de passe. |
| Opera                 | Linear B              | Presto 1.0            | 7.50                  | inconnu               | 12 mai 2004           | RSS, client IRC. |
| Opera                 | Linear B              | Presto 1.0            | 8.00                  | inconnu               | 19 avril 2005         | Atom, navigation vocale. |
| Opera                 | Linear B              | Presto 1.0            | 8.50                  | inconnu               | 20 septembre 2005     | Première version totalement gratuite. |
| Opera                 | Linear B              | Presto 2.0            | 9.00                  | Merlin                | 20 juin 2006          | Client BitTorrent, blocage de contenus, widgets. |
| Opera                 | Linear B              | Presto 2.0            | 9.10                  | Merlin                | 18 décembre 2006      | Anti-hameçonnage. |
| Opera                 | Linear B              | Presto 2.0            | 9.20                  | Merlin                | 11 avril 2007         | Speed Dial. |
| Opera                 | Futhark               | Presto 2.1            | 9.50                  | Kestrel               | 12 juin 2008          | Opera Link, Opera Dragonfly |
| Opera                 | Futhark               | Presto 2.1            | 9.60                  | Kestrel               | 8 octobre 2008        | Opera Link, Opera Dragonfly |
| Opera                 | Futhark               | Presto 2.2            | 10.00                 | Peregrine             | 1er septembre 2009    | Opera Turbo, onglets visuels. |
| Opera                 | Futhark               | Presto 2.2            | 10.10                 | Peregrine             | 23 novembre 2009      | Opera Unite. |
| Opera                 | Carakan               | Presto 2.5            | 10.50                 | Evenes                | 2 mars 2010           | Navigation privée. |
| Opera                 | Carakan               | Presto 2.6            | 10.60                 | Evenes                | 1er juillet 2010      | WebM, géolocalisation. |
| Opera                 | Carakan               | Presto 2.7            | 11.00                 | Kjevik                | 16 décembre 2010      | Extensions, empilement des onglets, raccourcis souris visuels.                                                                                        |
| Opera                 | Carakan               | Presto 2.8            | 11.10                 | Barracuda             | 12 avril 2011         | WebP, WOFF. |
| Opera                 | Carakan               | Presto 2.9            | 11.50                 | Swordfish             | 28 juin 2011          | Extensions Speed Dial, synchronisation des mots de passe via Opera Link                                                                               |
| Opera                 | Carakan               | Presto 2.10           | 11.60                 | Tunny                 | 6 décembre 2011       | Amélioration d'Opera Mail, nouvel analyseur HTML5 |
| Opera                 | Carakan               | Presto 2.10           | 12.00                 | Wahoo                 | 14 juin 2012          | Support du 64 bits, intégration de "Do not Track", améliorations graphiques, suppression des clients IRC et Torrent.                                  |
| Opera                 | Carakan               | Presto 2.12           | 12.10                 | Marlin                | 6 novembre 2012       | SPDY, support en CSS3 des dégradés, transitions, animations, et transformations, API plein écran, API visibilité de la page, WebSockets, Profils ICC. |
| Opera                 | Carakan               | Presto 2.12           | 12.16                 | Marlin                | 4 juillet 2013        | Dernière version pour Mac OS X et Linux |
| Opera                 | Carakan               | Presto 2.12           | 12.17                 | Marlin                | 23 avril 2014         | Avant-dernière version pour Windows |
| Opera                 | Carakan               | Presto 2.12           | 12.18                 | Marlin                | 12 février 2016       | Version de maintenance |

### Versions basées sur Chromium (depuis 2013)
La version actuelle de cette série est la 119.0.5497.17, 118.0.5461.83 et 120.0.5516.0.
- Ancienne version
- Version actuelle
- Version avancée

| Moteur JavaScript | Moteur de rendu | Version | Basé sur Chromium | Date de lancement | Changements significatifs |
| ----------------- | --------------- | ------- | ----------------- | ----------------- | --- |
| V8                | Blink           | 15.0    | 28                | 2 juillet 2013    | Nouvelle interface, barre d'adresse et de recherche unifiée.                                                                      |
| V8                | Blink           | 16.0    | 29                | 27 août 2013      | Géolocalisation, meilleure intégration à Windows 7 et Windows 8, mode présentation pour Mac OS X.                                 |
| V8                | Blink           | 17.0    | 30                | 8 octobre 2013    | Favoris, onglets épinglés. |
| V8                | Blink           | 18.0    | 31                | 19 novembre 2013  | Barre d'accès rapide aux favoris, thèmes, déplacement des onglets entre fenêtres.                                                 |
| V8                | Blink           | 19.0    | 32                | 28 janvier 2014   | Barre d'onglets, création de thèmes, paramètres avancés.                                                                          |
| V8                | Blink           | 20.0    | 33                | 4 mars 2014       | Onglets glissables, nouvelles options pour le speed dial.                                                                         |
| V8                | Blink           | 21.0    | 34                | 6 mai 2014        | Utilisation de la technologie aura, meilleure complétion d'URL, nouveaux badges pour le HTTPS.                                    |
| V8                | Blink           | 22.0    | 35                | 3 juin 2014       | Ajout de thèmes par défaut. |
| V8                | Blink           | 23.0    | 36                | 7 juillet 2014    | Blocage des contenus non sécurisés dans une session sécurisée, nouveau menu de mise en favori.                                    |
| V8                | Blink           | 24.0    | 37                | 2 septembre 2014  | Prise en charge du HiDPI (hautes résolutions) sur Windows, prévisualisation des onglets.                                          |
| V8                | Blink           | 25.0    | 38                | 15 octobre 2014   | Nouvelle gestion des favoris, support des notifications web, lecteur de PDF intégré.                                              |
| V8                | Blink           | 26.0    | 39                | 3 décembre 2014   | Partage et synchronisation des favoris, import des paramètres d'autres navigateurs, aperçu avant impression.                      |
| V8                | Blink           | 27.0    | 40                | 27 janvier 2015   | Menu des onglets, nouvelle page de démarrage, meilleur support de PPAPI.                                                          |
| V8                | Blink           | 28.0    | 41                | 10 mars 2015      | Synchronisation des favoris entre les différents supports, amélioration du gestionnaire de favoris.                               |
| V8                | Blink           | 29.0    | 42                | 28 avril 2015     | Synchronisation du Speed Dial et des onglets ouverts, personnalisation des raccourcis claviers, indicateur audio sur les onglets. |
| V8                | Blink           | 30.0    | 43                | 9 juin 2015       | Support des barres latérales pour les extensions, support des Encrypted Media Extensions.                                         |
| V8                | Blink           | 31.0    | 44                | 4 août 2015       | Support du DRM Widevine (utilisé entre autres par Netflix), synchronisation de l'historique de navigation.                        |
| V8                | Blink           | 32.0    | 45                | 15 septembre 2015 | Synchronisation des mots de passe, thèmes animés, amélioration de la gestion des favoris.                                         |
| V8                | Blink           | 33.0    | 46                | 27 octobre 2015   | Compression Turbo 2 améliorée, fin du support NPAPI                                                                               |
| V8                | Blink           | 34.0    | 47                | 8 décembre 2015   | Fin de support des NPAPI (y compris plugin Silverlight)                                                                           |
| V8                | Blink           | 35.0    | 48                | 2 février 2016    | Permet de couper le son d'un l'onglet                                                                                             |
| V8                | Blink           | 36.0    | 49                | 15 mars 2016      | Nouvelle page de démarrage, support du tactile sous Windows 10                                                                    |
| V8                | Blink           | 37.0    | 50                | 4 mai 2016        | Intégration native du blocage des publicités, possibilité d'afficher une vidéo de manière flottante au-dessus des autres fenêtres |
| V8                | Blink           | 38.0    | 51                | 8 juin 2016       | Économiseur de batterie |
| V8                | Blink           | 39.0    | 52                | 2 août 2016       | Lecteur de flux intégré |
| V8                | Blink           | 40.0    | 53                | 19 septembre 2016 | Intégration native d'un VPN, support de Chromecast                                                                                |
| V8                | Blink           | 41.0    | 54                | 25 octobre 2016   | Amélioration de la vitesse de chargement au démarrage, accélération matérielle pour la vidéoconférence                            |
| V8                | Blink           | 42.0    | 55                | 13 décembre 2016  | Intégration d'un convertisseur de devises                                                                                         |
| V8                | Blink           | 43.0    | 56                | 7 février 2017    | Profile Guided Optimization (PGO) pour Windows                                                                                    |
| V8                | Blink           | 44.0    | 57                | 23 mars 2017      | Prise en charge de la Touch Bar sur le MacBook Pro                                                                                |
| V8                | Blink           | 45.0    | 58                | 10 mai 2017       | Nouveau design et ajout de Facebook Messenger dans la barre lattérale                                                             |
| V8                | Blink           | 46.0    | 59                | 27 juin 2017      | Amélioration du design et du VPN intégré                                                                                          |
| V8                | Blink           | 47.0    | 61                | 9 août 2017       | Amélioration du lecteur vidéo intégré                                                                                             |
| V8                | Blink           | 48.0    | 62                | 27 septembre 2017 | - |
| V8                | Blink           | 49.0    | 63                | 8 novembre 2017   | Support de la réalité virtuelle                                                                                                   |
| V8                | Blink           | 50.0    | 63                | 4 janvier 2018    | Première version à protéger l'extration des crypto-monnaies                                                                       |
| V8                | Blink           | 51.0    | 64                | 7 février 2018    | Plus performants et 38% plus rapide que Firefox 58                                                                                |
| V8                | Blink           | indice  | -                 | -                 | - |

## Parts de marché

Évolution du marché des navigateurs web depuis 2008.

Moyenne en pourcents :
- Chrome (Google) (67,7 %)
- Safari (Apple) (15,4 %)
- Edge + IE (Microsoft) (4,8 %)
- Firefox (Mozilla) (2,9 %)
- Samsung Internet (Samsung Electronics) (2,2 %)
- Opera (Opera Software) (1,5 %)
- Autres (5,5 %)

| Source      | Chrome (Google) | Safari (Apple) | Edge + IE (Microsoft) | Firefox (Mozilla) | Samsung Internet (Samsung Electronics) | Opera (Opera Software) | Autres |
| ----------- | --------------- | -------------- | --------------------- | ----------------- | -------------------------------------- | ---------------------- | ------ |
| StatCounter | 66,3 %          | 18,0 %         | 5,3 %                 | 2,6 %             | 2,3 %                                  | 2,1 %                  | 3,4 %  |
| W3Counter   | 69,1 %          | 12,8 %         | 4,3 %                 | 3,2 %             | 2,1 %                                  | 0,9 %                  | 7,6 %  |
| Moyenne     | 67,7 %          | 15,4 %         | 4,8 %                 | 2,9 %             | 2,2 %                                  | 1,5 %                  | 5,5 %  |

| Source      | Chrome (Google) | Safari (Apple) | Samsung Internet (Samsung) | Opera (Opera Software) | UC Browser (UCWeb) | Firefox (Mozilla) | Autres |
| ----------- | --------------- | -------------- | -------------------------- | ---------------------- | ------------------ | ----------------- | ------ |
| StatCounter | 66,9 %          | 22,7 %         | 3,6 %                      | 1,7 %                  | 1,3 %              | 0,6 %             | 3,2 %  |